# Wildfang
Als Wildfang wurde ursprünglich allgemein die Jagd oder speziell das Einfangen eines Wildtieres bezeichnet, davon abgeleitet auch das eingefangene Wildtier. Diese Wortverwendungen sind auch heute noch in Gebrauch, teils mit abgewandelter Bedeutung.
Im übertragenen Sinn wird ein sehr lebhaftes Kind oder Mädchen oder auch ein sehr lebhaftes Tier als „Wildfang“ bezeichnet. Zu Mädchen mit jungenhaftem Verhalten siehe auch Tomboy.

## Heutige Bedeutungen
Tätigkeiten

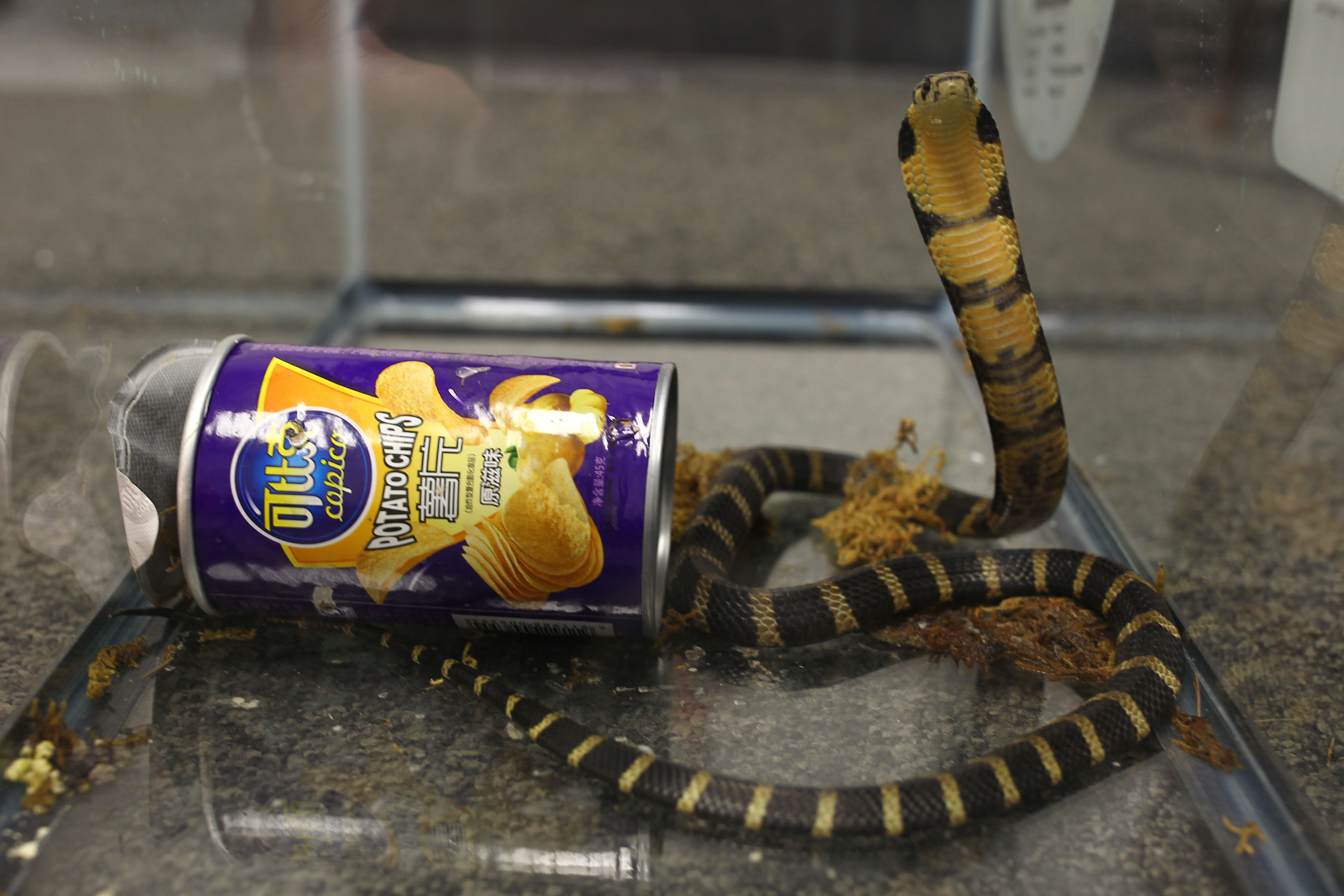
Illegaler Wildfang: Königskobra, die in einer Chipsverpackung geschmuggelt und 2017 in Los Angeles aufgefunden wurde

- Legales oder illegales Einfangen freilebender Wildtiere unterschiedlicher Arten für verschiedene Zwecke, z. B. Wildtierhandel,[1] zum Verzehr als Bushmeat oder für Forschungszwecke
- „natürlicher“ Fischfang oder auch Fang von Garnelen – im Gegensatz zur Haltung in Aquakultur („Fisch aus Wildfang“, „Garnelen aus Wildfang“)
- Jagen oder Töten eines Beutetieres durch einen nicht menschlichen Beutegreifer („ein Wolf auf Wildfang“)
- Jagd (Töten oder auch Einfangen von Wild durch den Menschen) – heute seltene Bedeutung

Wildtiere
- meist illegal, lebendig eingefangene Wildtiere[2] als Nutztier (z. B. für Zoos, oder als Heimtier etc.)[1]
- speziell ein Greifvogel oder Falke, der für die Beizjagd eingefangen wurde[3]
- Fischprodukte sowie Meeresfrüchte aus traditioneller Fischerei („Wildfang im Angebot“)

„Wilde“ Kinder und Tiere
- ein „wildes“ (sehr lebhaftes) Kind oder ein „wilder“ (sehr lebhafter) Jugendlicher[4] – mit einer Tendenz zur überwiegenden Bezeichnung von lebhaften Mädchen
- ein Tier mit unbändigem Bewegungsdrang oder Spieltrieb (z. B. junge Hunde oder auch Pferde)

## Rechtsbegriff im Mittelalter
Ein Wildfang ist in der mittelalterlichen und frühneuzeitlichen Rechtssprache eine Person ohne eigenen Leibherrn, die aus einer anderen Gegend zugezogen war und die deshalb Leibeigener des Ortsherrn wurde. Für ein regionales Beispiel siehe Wildfangrecht.

## Etymologie und Bedeutungsentwicklung
Wildfang stammt vom spätmittelhochdeutschen wiltvanc. Die genaue Bedeutungsentwicklung ist unklar. Schon im 15. Jahrhundert vermischt sich die Bezeichnung für das Wild mit dem Adjektiv wild für „freilebend, ungestüm, ungezähmt“ sowie die Tätigkeit fangen mit dem Substantiv Fang für „Beute“.
Aus den Angaben in verschiedenen alten Wörterbüchern ist folgende Bedeutungsentwicklung ablesbar:
- Fangen des Wildes oder allgemein Jagd – heute seltene Bedeutung
- davon abgeleitet die Bedeutungen Jagdrecht (Jagdberechtigung) und Jagdrevier – veraltete Bedeutungen
- Übertragung auf das Wildtier, egal ob erlegt oder lebendig gefangen oder noch frei lebend – mit Bezug auf getötete Tiere heute fast nur im Bereich Fischerei gebräuchlich, als Gegensatz zur Aquakultur
- Einschränkung auf mit Fallen oder Netzen lebendig gefangenes Wild, im Gegensatz zum erschossenen Wild – ab dem 18. Jahrhundert die Hauptbedeutung im Jagdbereich
- Übertragung auf andere Tierarten – heute ausgeweitet auf lebendig gefangene Wildtiere aller Art
  - zuerst wild gefangene und gezähmte Vögel (zuerst Jagdvögel, später auf alle Vogelarten ausgedehnt)
  - später auch Wildpferde
- Übertragung auf außergewöhnlich große Tiere anderer Arten, wie etwa große gefangene Fische – veraltete Bedeutung
- regional auch Übertragung auf Obstbäume (im oberdeutschen Bereich wie dem Elsass ab dem 15. Jahrhundert, in der Schweiz ab dem 17. Jahrhundert) – veraltete Bedeutung, in die Schriftsprache geht stattdessen der Ausdruck Wildling ein
- Übertragung auf Menschen als Bezeichnung für
  - einen heimatlos Umherirrenden, einen Landstreicher – veraltete Bedeutung
  - einen Flüchtling, der unter den Bedingungen des Wildfangrechts vom Landesherrn aufgenommen werden kann – veraltete Bedeutung
  - allgemein „Fremder, Ausländer“ – veraltete Bedeutung
  - einen wilden, unbändigen oder eigensinnigen Menschen, einen Taugenichts
    - ursprünglich als Schimpfwort – veraltete Bedeutung
    - im 17. Jahrhundert Verwendung in der Schriftsprache, abgeschwächt, aber mit tadelndem Unterton  – veraltete Bedeutung
    - Abschwächung im Sinne von „lebhafter Mensch“ oder „gedankenloser, leichtsinniger Mensch“ – veraltete Bedeutung
    - zunehmend Einschränkung auf ausgelassene Kinder und Jugendliche, Wandlung zum Kosewort (manchmal auch Anwendung auch auf jugendfrische ältere Menschen)

## Bauwerk
- Jagdhaus Wildfang von Erich Honecker in Wildfang, Wohnplatz der Gemeinde Schorfheide